# カン・パシフィック航空
カン・パシフィック航空（Kang Pacific Airlines）はアラブ首長国連邦（UAE）、フジャイラを本拠地とする航空会社。

## 概要
2006年に設立され、2008年6月6日からマニラ（クラーク） - フジャイラ間で運航を始めたが、運航はその1回のみでそれ以降は運航されなかった。

## 就航都市
- アラブ首長国連邦:フジャイラ
- バングラデシュ:ダッカ
- フィリピン:マニラ（クラーク）

将来的に大阪に就航する可能性があった。

## 機材
- マクドネル・ダグラス DC-10：1機